# Ikoma (1906)
Ikoma (japonsky: 生駒) byla lodí japonského císařského námořnictva z třídy pancéřových křižníků Cukuba. Byla pojmenována po kopci Ikoma nacházejícím se na hranici prefektury Ósaka a prefektury Nara. 28. srpna 1912 byla Ikoma překlasifikována na bitevní křižník.

## Konstrukce
Stavba křižníků třídy Cukuba, tj, lodí Cukuba a Ikoma, byla objednána v rámci nouzového doplnění flotily v červnu 1904 během rusko-japonské války, jelikož v květnu téhož roku kvůli námořním minám japonské námořnictvo neočekávaně přišlo o bitevní lodí Jašima a Hacuse během obléhání Port Arthuru. Jednalo se o první velké válečné lodě navržené a vyrobené výhradně Japonskem v japonských loděnicích, i když se zahraniční výzbrojí a četnými součástmi. Lodě třídy Cukuba byly navrženy a dokončeny ve velmi krátké době a trpěly četnými technickými a konstrukčními problémy, včetně pevnosti trupu, stability a mechanických poruch.

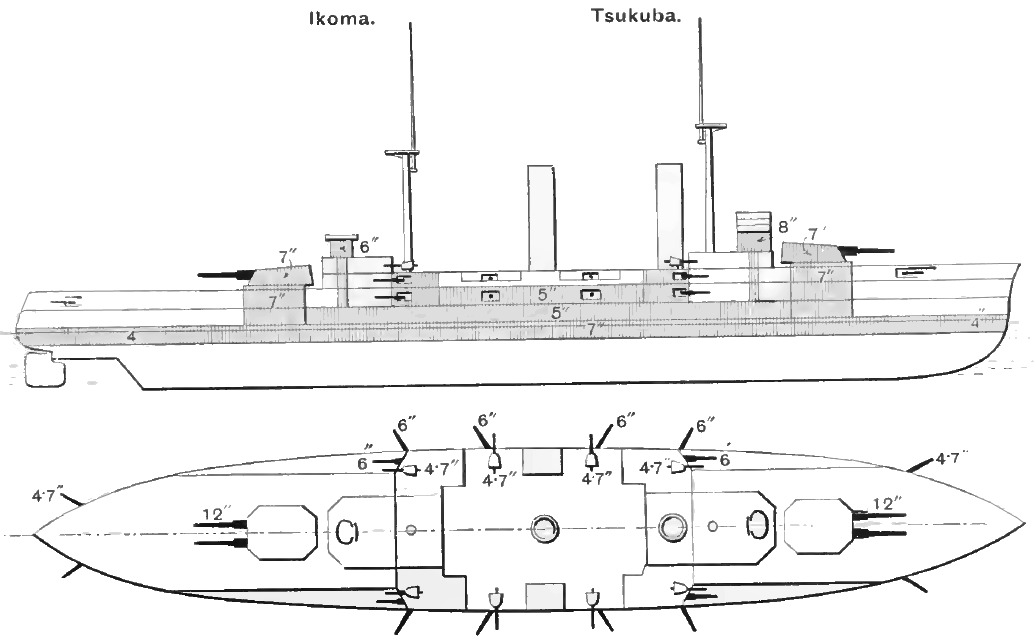
Náčrt japonského obrněného křižníku třídy Cukuba

Ikoma měla pancéřovaný trup poháněný dvěma parními stroji s trojnásobnou expanzí a dvaceti kotli. Výkon činil 20 500 shp (15 300 kW). Konstrukční rychlost byla 20,5 uzlů (38,0 km/h) a dosah 5 000 námořních mil (9 000 km) při rychlosti 14 uzlů (26 km/h). Ikoma byla jednou z prvních lodí japonského námořnictva s kotli schopnými spalovat uhlí i těžký topný olej. Ikoma i Cukuba byly jedny z nejsilněji vyzbrojených křižníků své doby se čtyřmi 305mm kanóny jako hlavní baterií, namontovanými ve dvoudělových věžích na přídi a zádi. Druhotná výzbroj sestávala z dvanácti 152mm, dvanácti 120mm a ze čtyř 76mm kanónů.

## Služba
Stavba Ikomy byla započata 15. března 1905, spuštěna byla 9. dubna 1906 a uvedena do služby 24. března 1908 v Kure. V říjnu 1908 doprovázela v japonských vodách Great White Fleet námořnictva Spojených států na její cestě kolem světa.
V roce 1910 byla Ikoma poslána do Argentiny, aby se zúčastnila oslav stého výročí nezávislosti této země. Z Buenos Aires pokračovala přes Atlantský oceán do Londýna a do dalších evropských přístavů a přes Indický oceán se vrátila do Japonska, čímž obeplula zeměkouli.
Loď byla překlasifikována na bitevní křižník 28. srpna 1912.
Ikoma sloužila v první světové válce, zpočátku během blokády německého přístavu Čching-tao. Od 1. listopadu 1914 do 17. ledna 1915 kotvila Ikoma v Hong Kongu, Singapuru a Townsville v Austrálii a chránila námořní dopravu před německými loděmi.
Dne 4. prosince 1915 se Ikoma účastnila námořní přehlídky u Jokohamy za účasti císaře Taišó. Podobná přehlídka se konala znovu u Jokohamy dne 25. října 1916. V letech 1916 a 1917 Ikoma dlela v japonských domácích vodách.
Od roku 1919 sloužila jako cvičná loď; v roce 1922 se pak stala obětí Washingtonské námořní dohody a byla sešrotována v Nagasaki.